# Fingon
Fingon zvaný Udatný je fiktivní postava z Tolkienovy knihy Silmarillion. Byl první syn Fingolfina a po svém otci zdědil titul velekrále Noldor v Beleriandu. Vládl svému lidu v chladné zemi Hithlum. Padnul v souboji s vůdcem balrogů Gothmogem v bitvě Nirnaeth Arnoediad. V quenijštině byl znám jako Findekáno.

## Život

### Mládí
Fingon byl prvorozeným synem Fingolfina, syna velekrále Noldor Finwëho. Narodil se ve šťastných dnech v Blažené říši Amanu v letech stromů. V mládí se přátelil s Fëanorovým synem Maedhrosem, po osvobození Melkora však mezi oběma rody došlo k odcizení. Při vzpouře Noldor byl Fingon jedním z Fingolfinova domu, který si přál opustit Aman a vrátit se do Středozemě, nepřidal se však ke zbrklé přísaze Fëanorových synů. Při odchodu Noldor z Blažené říše vedl dychtivý Fingon přední voj otcova zástupu. Účastnil se tak zabíjení rodných v Alqualondë, protože dorazil do probíhající bitvy později a neznal přesné okolnosti roztržky mezi Teleri a Fëanorovým zástupem. Po Fëanorově zradě absolvoval Fingon spolu s otcem a jeho lidem zničující putování přes ledovou úžinu Helcaraxë. Po příchodu do Středozemě se Fingon proslavil mezi elfy odvážným činem, když vysvobodil svého dávného přítele Maedhrose z Morgothova vězení a na čas tak usmířil nejednotné Noldor. Ti založili v zemích na sever od Beleriandu mnohá království. Nejmocnějším se stal horami opevněný Hithlum v němž vládl nový velekrál Noldor Fingolfin. Fingonovi byla otcem přidělena země Dor-lómin ležící západně od Mithrimských hor. Fingon se vyznamenal jako zkušený velitel a několikrát prokázal své schopnosti v boji se stvůrami Temného pána. V roce 260 prvního věku v čele jízdních lučištníků zahnal zpátky do Angbandu mladého draka Glaurunga. Po Dagor Bragollachu a smrti svého otce se Fingon stal velekrálem Noldor ve Středozemi.

### Velekrálem Noldor
Po bitvě náhlého plamene a prolomení Obklíčení Angbandu už válka v Beleriandu nikdy neutichla a Fingon panující v Hithlumu musel čím dál častěji bránit svou zemi proti Morgothovým útokům. Tři domy Edain se tehdy přidali k elfům v jejich boji s Temným pánem a noldorští páni dovolovali lidem usazovat se na jejich územích. Fingonovi se zavázal slibem oddanosti lid třetího domu, který se usadil v Dor-lóminu. Spolu se svým přítelem Maedhrosem zorganizovali proti sílícímu Morgotovi Maedhrosovu unii, která byla Temným pánem krutě poražena v bitvě nespočetných slz v roce 472. Fingon velící západnímu křídlu spojeneckých vojsk musel čelit Morgothovým balrogům. Jejich vůdce Gothmog v nerovném souboji, kdy noldorského velekrále zezadu napadl jiný balrog, Fingona porazil a angbandské stvůry poté zadupaly královo tělo do země.

## Verze v Silmarilionu
V Silmarillionu byl Fingon otcem Gil-galada, kterého nechal po Dagor Bragollachu poslat do Sirionských přístavů.
| Velekrál Noldor       | Velekrál Noldor | Velekrál Noldor  |
| --------------------- | --------------- | ---------------- |
| Předchůdce: Fingolfin | Fingon          | Nástupce: Turgon |